# Edson Barboza
Edson Mendes Barboza Júnior (født 21. januar 1986 i Nova Friburgo, Rio de Janeiro i Brasilien) er en brasiliansk MMA-udøver og kickbokser, som siden 2010 har konkurreret i organisationen Ultimate Fighting Championship (UFC). Han har vundet over bemærkelsesværdige navne som Anthony Pettis, Gilbert Melendez og Beneil Dariush, samt tabt til navne som Kevin Lee, Khabib Nurmagomedov, Tony Ferguson, Michael Johnson og Donald Cerrone.